# Camponotus reepeni
Camponotus reepeni é uma espécie de inseto do gênero Camponotus, pertencente à família Formicidae.